# Regiunea Tombali
Reginea Tombali este una dintre cele 9 unități administrativ-teritoriale de gradul I ale statului Guineea-Bissau. Reședința regiunii este orașul Catió.

## Sectoare
Regiunea este divizată într-un număr de 4 sectoare:
- Bedanda
- Cacine
- Catio
- Quebo